# Mathias Torstensen
Mathias Abraham Torstensen (* 1. November 1892 in Tønsberg; † 9. Juli 1975 in Bærum) war ein norwegischer Ruderer.

## Karriere
Torstensen nahm 1912 an den Olympischen Spielen in Stockholm teil und gewann im Vierer mit Steuermann die Bronzemedaille.